# Daniel (Michel-Ange)
Pour les articles homonymes, voir Daniel.
Daniel est une fresque (395 × 380 cm) réalisée par Michel-Ange vers 1511-1512 faisant partie de la décoration du plafond de la chapelle Sixtine, dans les musées du Vatican à Rome, commandée par Jules II.

## Histoire
Michel-Ange a commencé à peindre les travées de la voûte en commençant près de la porte d'entrée utilisée lors des entrées solennelles du pontife et de son entourage dans la chapelle, pour terminer par la travée au-dessus de l'autel. Daniel, qui se trouve dans la septième baie à partir de la porte, est l'une des figures de la deuxième phase de travaux, datée de l'automne 1511 à octobre 1512.
En raison d'infiltrations d'eau, la fresque a subi de nombreux dommages, ce qui a nécessité d'importantes retouches.

## Description et style

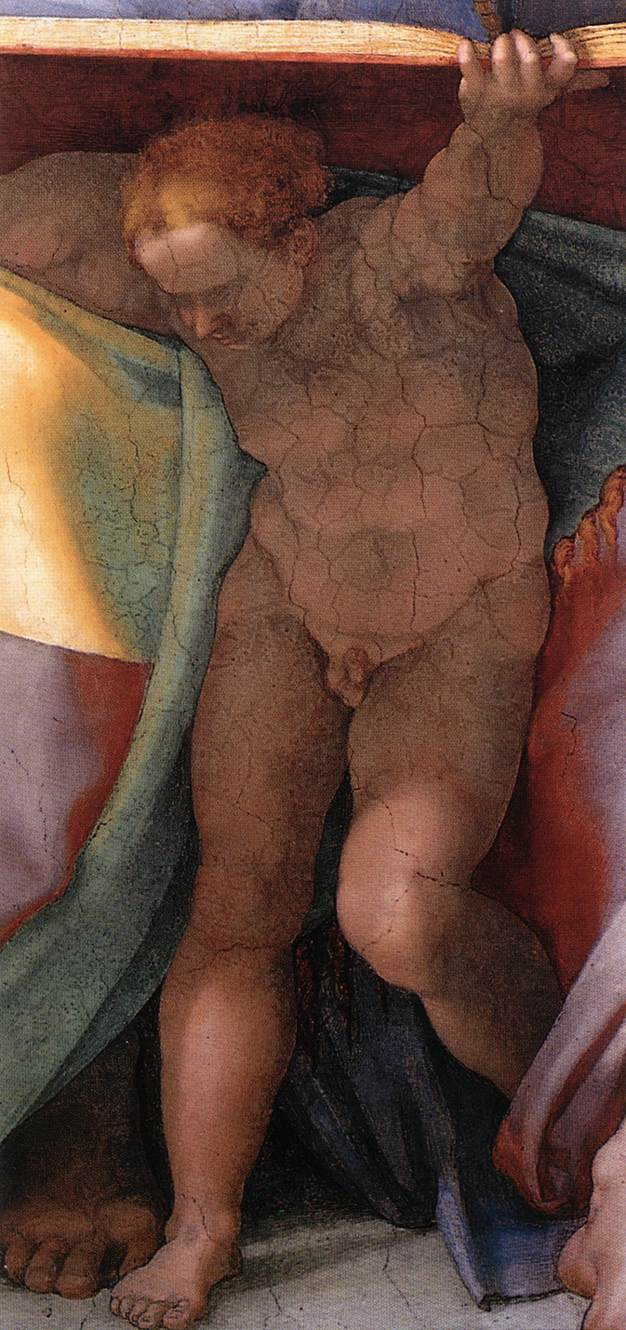
Un putto, détail.

Daniel fait partie de la série des Voyants, placés sur de grands trônes architecturaux installés sur des pédicules. Chacun d'eux est flanqué d'un couple de jeunes assistants et se tient dans un grand siège de marbre, entre deux semelles avec de faux hauts-reliefs de putti disposés par paires, dans diverses positions. Leur nom est écrit (dans ce cas DANIEL) sur un cartouche tenu par un putto, situé sous la plate-forme à la base du trône.
Daniel est représenté comme une figure énergique qui amplifie la vitalité psychique des prophètes qui va en crescendo alors qu'ils s'approchent de l'autel, de la méditation calme de Zacharie au-dessus de la porte, à la sombre désolation de Jérémie, jusqu'à la fureur prophétique de Jonas.

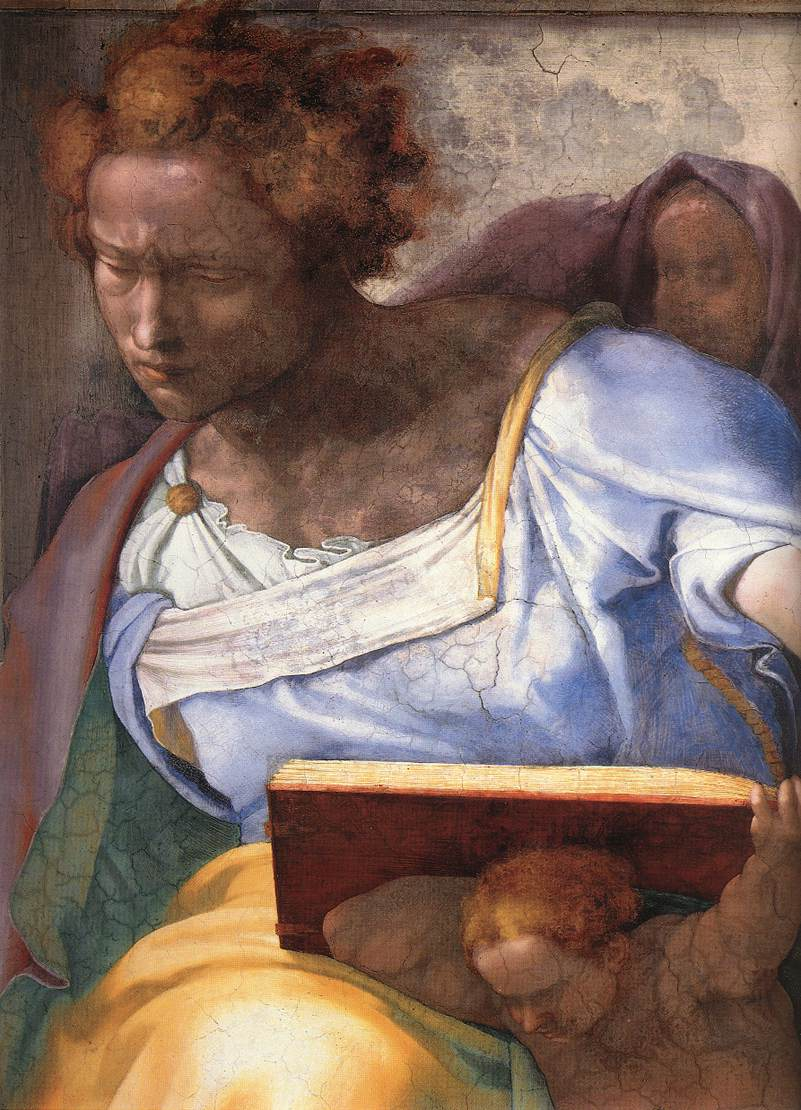
Daniel, détail.

Daniel est représenté lisant un grand livre qu'il tient sur ses jambes, aidé par un putto qui se cambre douloureusement pour l'aider, et transcrit quelque chose sur une feuille à gauche, probablement le début d'un rouleau suspendu à un lutrin où un autre rouleau est plié et un encrier suspendu. Son visage montre les signes d'une forte agitation intérieure.
Avec la restauration, les couleurs brillantes des vêtements ont été récupérées, dans lesquelles apparaît un arc-en-ciel délicat de violet, de verts, de bleus, de jaunes et de blancs, souvent mis en évidence dans les plis profonds avec l'utilisation de couleurs irisées.
Certains détails anatomiques sont extrêmement vigoureux, comme le bras au premier plan du prophète ou son pied gigantesque, qui, avec la pose dynamique, donnent à sa silhouette une énergie extraordinaire. Le deuxième des assistants, qui est derrière lui, semble regarder son travail, avec un voile couvrant sa tête. Celle-ci est à peine esquissée, selon une procédure adoptée par l'artiste, proche de la technique sculpturale : les parties en arrière-plan et à l'ombre ne sont pas très nettes pour mettre en évidence le balayage des plans spatiaux, comme cela se produit par exemple dans le marbre du Tondo Pitti.

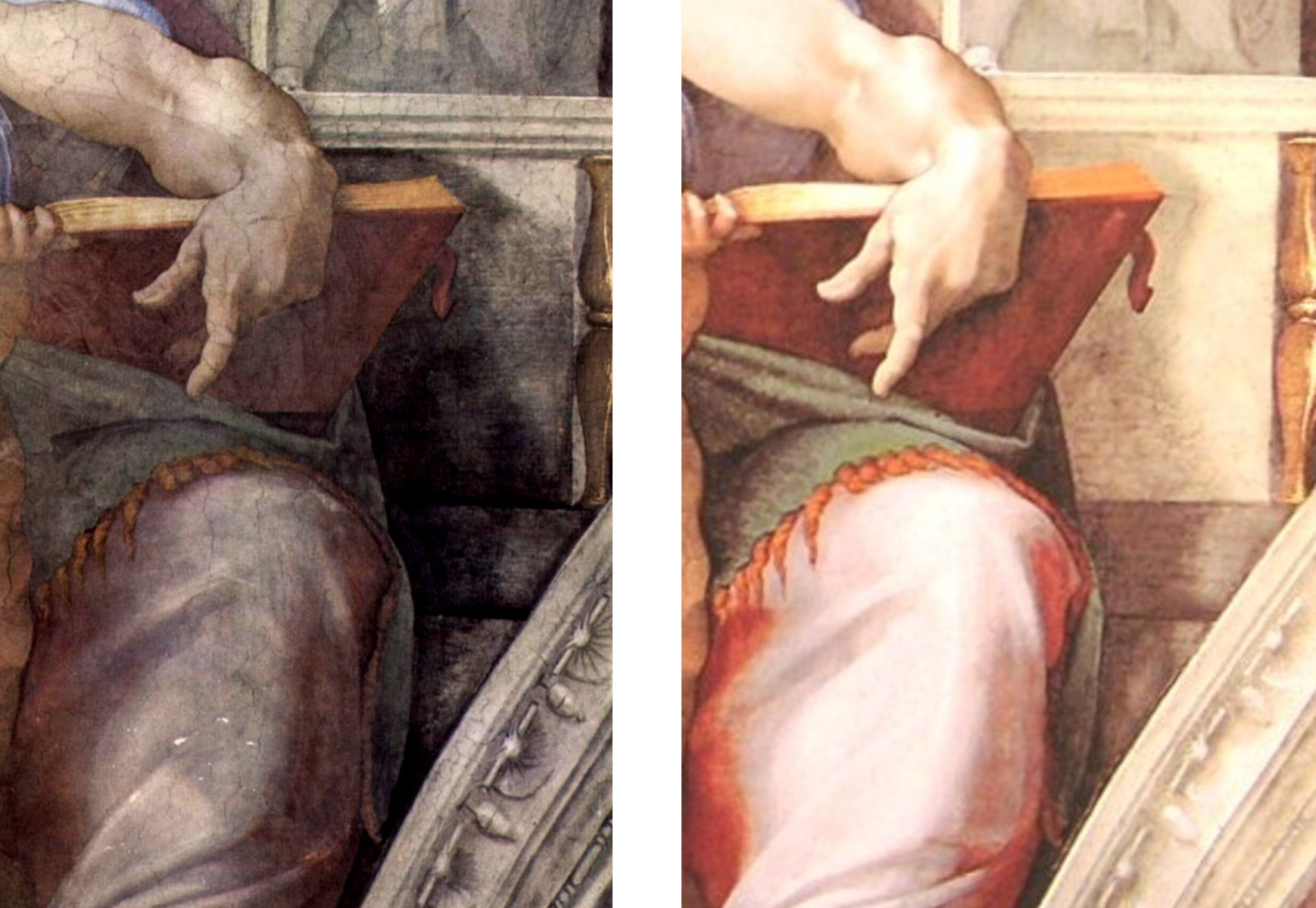
Détail avant et après restauration.
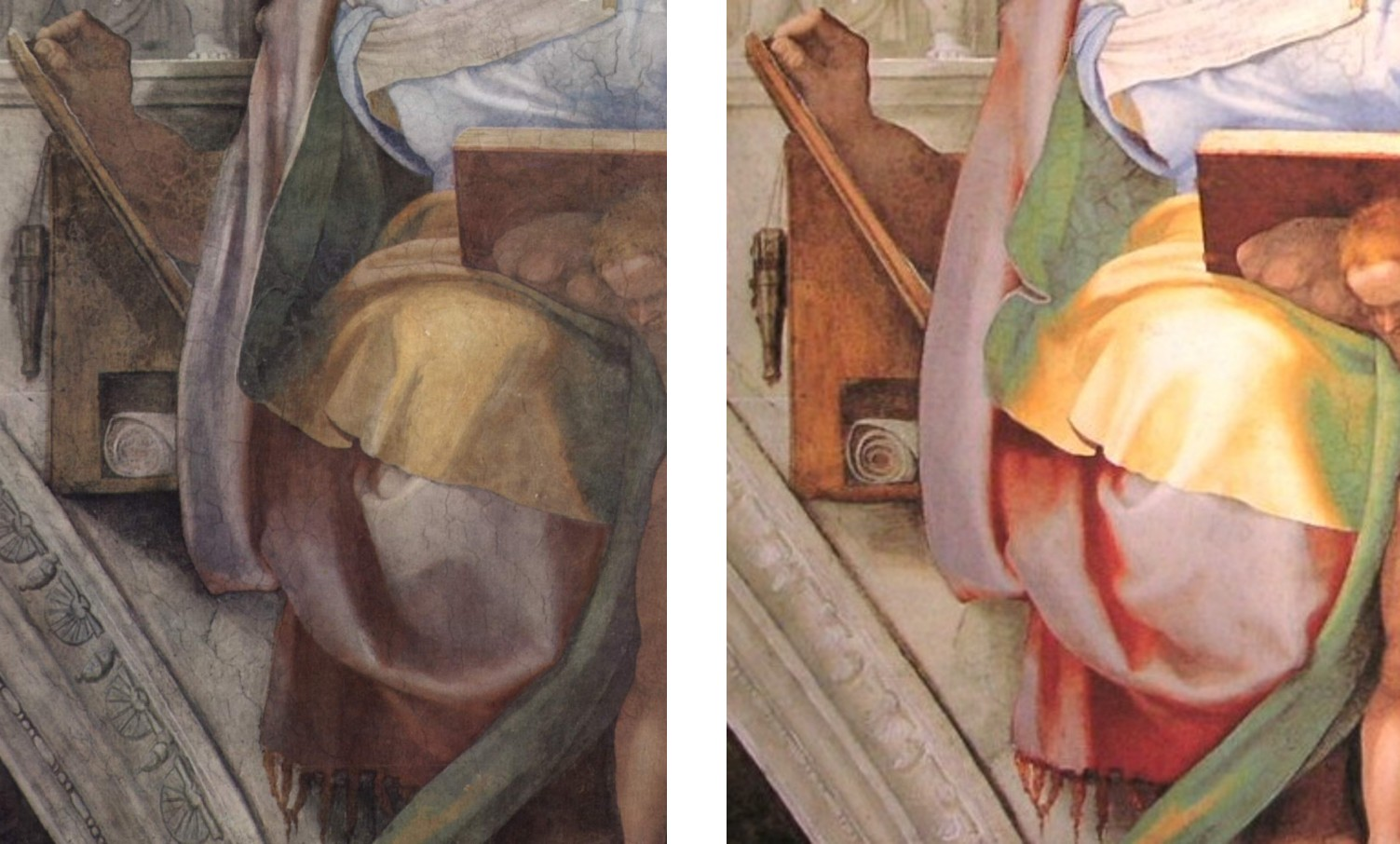
Détail avant et après restauration.
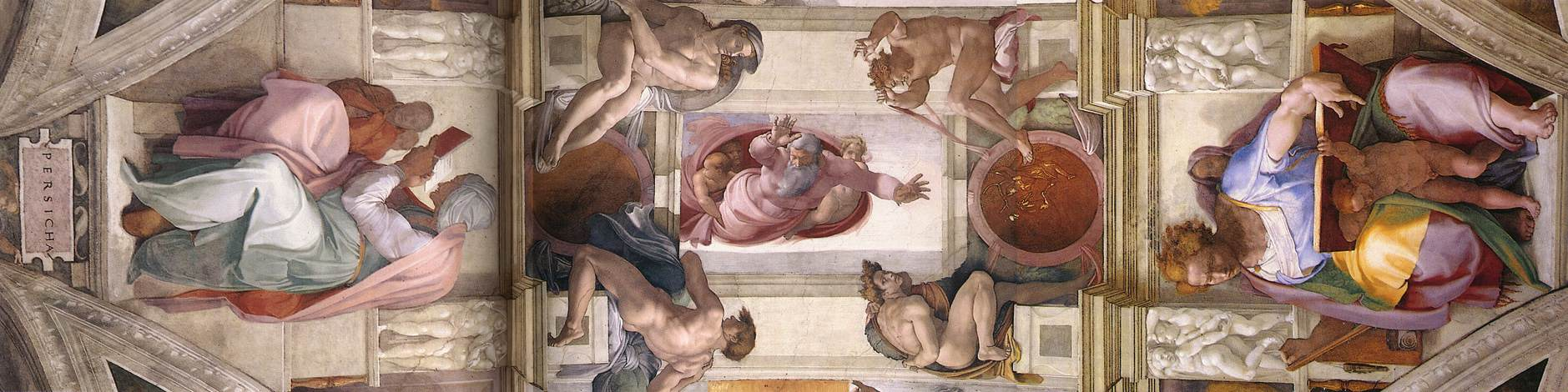
Daniel se trouve à droite de la 7e travée.